# Khatgal Airport
Khatgal Airport är en flygplats i Mongoliet.   Den ligger i provinsen Chövsgöl, i den nordvästra delen av landet, 600 km nordväst om huvudstaden Ulaanbaatar. Khatgal Airport ligger 1 678 meter över havet.
Terrängen runt Khatgal Airport är huvudsakligen kuperad, men den allra närmaste omgivningen är platt.  Trakten runt Khatgal Airport är nära nog obefolkad, med mindre än två invånare per kvadratkilometer. Trakten runt Khatgal Airport består i huvudsak av gräsmarker.